# Révolution cantonale
La Révolution cantonale (en espagnol : Revolución cantonal) ou Rébellion cantonale (Rebelión cantonal) est un mouvement insurrectionnel qui eut lieu au cours de la Première République espagnole entre juillet 1873 et janvier 1874, dont les protagonistes furent les secteurs « intransigeants » du Parti républicain démocratique fédéral, qui prétendaient instaurer immédiatement une République fédérale « d’en bas » sans attendre que les Cortès constituantes  élaborent et approuvent la Constitution fédérale (es) comme le défendait le président du pouvoir exécutif de la République Francisco Pi y Margall, appuyé par les secteurs « centristes » et « modérés » du parti.
La rébellion commença le 12 juillet 1873 à Carthagène — bien qu’elle fût précédée par la révolution du pétrole (es) d’Alcoi lancée par la section espagnole de l’Association internationale des travailleurs (AIT) — et s’étendit au cours des jours suivants dans les régions de Valence, Murcie et en Andalousie. Dans ces zones furent constitués des cantons — qui donnèrent son nom à l’insurrection —, dont la fédération devait former la base de la République fédérale espagnole. La théorie politique sur laquelle se basa le mouvement cantonal fut le fédéralisme « pactiste » de Pi y Margall, les républicains « intransigeants » se soulevant paradoxalement contre son gouvernement. L’échec de la politique de celui-ci, consistant en une combinaison de persuasion et de répression pour mettre fin à l'insurrection, conduisit à son remplacement par le républicain « modéré » Nicolás Salmerón, qui n’hésita pas à faire appel à l’armée dirigée par les généraux Arsenio Martínez Campos et Manuel Pavía pour écraser la rébellion. Cette politique fut accentuée par le gouvernement suivant, présidé par un autre « modéré » Emilio Castelar qui, après avoir suspendu les Cortès, lança un assaut sur Carthagène (es), dernier réduit du soulèvement qui ne tomba que le 12 janvier, soit une semaine après le coup d'État de Pavía qui avait mis fin à la République fédérale pour déboucher sur la dictature de Serrano
Bien que la rébellion cantonale fût considérée comme un mouvement « séparatiste » par le gouvernement de la République, l’historiographie actuelle souligne que l’insurrection ne visait qu’une réforme de la structure de l’État, sans prétendre rompre l’unité de l'Espagne ,.

## Antécédents

### Proclamation de la République
Le 11 février 1873, soit le lendemain de l’abdication d’Amédée Ier, le Congrès et le Sénat, constitués en Assemblée nationale, proclamèrent la République avec 258 votes pour et 32 contre, mais sans définir de modèle territorial « unitaire ou fédéral », reportant cette décision aux futures Cortès constituantes.

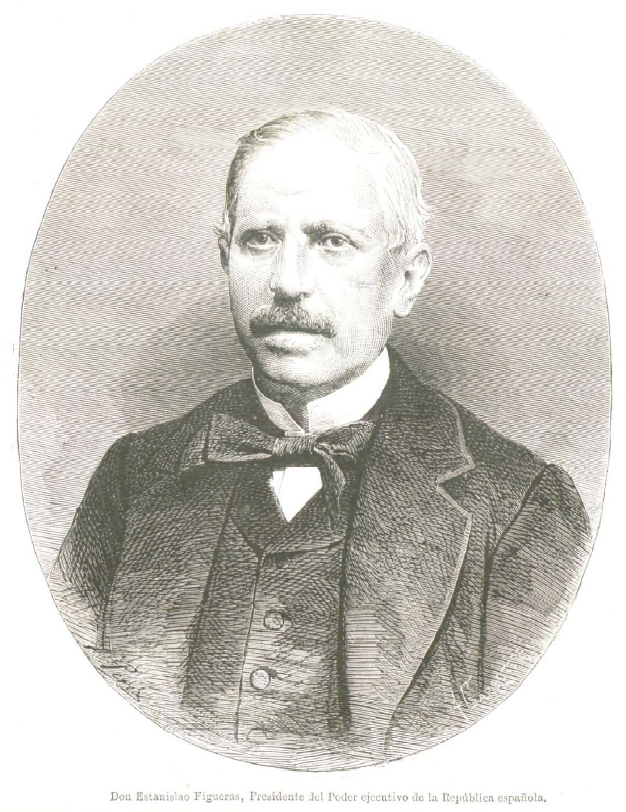
Portrait d’Estanislao Figueras, premier président du pouvoir exécutif de la Première République.

Le même jour, l’Assemblée nomma le républicain fédéral Estanislao Figueras président du pouvoir exécutif, dont le gouvernement dut rétablir l'ordre qui se trouvait altéré par les républicains fédéraux eux-mêmes, qui avaient entendu la proclamation de la République comme une nouvelle révolution et avaient pris le pouvoir par la force en de nombreux endroits, où ils avaient formé des « juntes révolutionnaires » qui ne reconnaissaient pas le gouvernement de Figueras, car il s’agissait d’un gouvernement de coalition avec les anciens monarchistes du Parti radical et qu’ils considéraient les républicains madrilènes comme « tièdes ». « Dans de nombreuses localités d’Andalousie, la République était si profondément identifiée avec la répartition de terres que les paysans exigèrent aux municipalités de répartir immédiatement les exploitations agricoles les plus importantes […] dont certaines avaient fait partie des biens communaux avant le désamortissement ». Presque partout, on associait également le nouveau régime avec l’abolition des quintos (es) — service militaire obligatoire — tant détestés, promesse que la révolution de 1868 n’avait pas tenue, comme le rappelait une chanson populaire de Carthagène : 

« Si la République vient,
Il n’y aura pas de quintas en Espagne,
C’est pour cela qu’ici même la Vierge,
Devient républicaine. »

Le député José Echegaray du Parti radical reprocha aux leaders républicains l’inconsistance qui se trouvait derrière l’idée fédérale, chaque endroit en ayant sa propre conception.
Le ministre de Gouvernement Pi y Margall, paradoxalement le principal défenseur du fédéralisme « pactiste » depuis la base que les juntes locales étaient en train de mettre en pratique, fut chargé de rétablir l'ordre. Il obtint la dissolution des juntes et le rétablissement des municipalités que celles-ci avaient suspendues de force, dans une claire volonté de respect de la légalité, y compris à l'encontre des aspirations de ses propres partisans, bien qu’il maintînt la milice nationale des Voluntarios de la República (es), qui s’opposait aux corps de sécurité et aux monarchistes des Voluntarios de la Libertad (es).

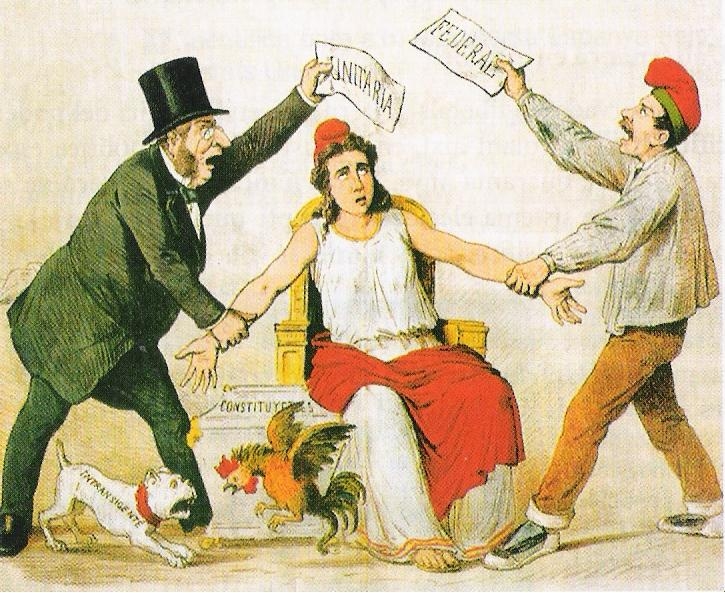
Caricature de la revue satirique catalane La Flaca du 3 mars 1873 sur la lutte entre les radicaux, qui défendent la république unitaire (représentés par un bourgeois, et les républicains fédéraux intransigeants (représentés par un artisan portant la barretina catalane).

Pi y Margall — lui-même catalan — dut également faire face à deux occasions à la proclamation de l’« État catalan » par la députation de Barcelone, dominée par les républicains fédéraux « intransigeants ». La première eut lieu le 12 février, le lendemain de la proclamation de la République à Madrid, et Pi obtint leur renoncement par l’envoi de télégrammes depuis Madrid. La seconde se produisit le 8 mars, soit le jour même où avait lieu à Madrid une tentative de coup d’État de la part des radicaux qui prétendaient éviter que la République ne fût proclamée fédérale en empêchant la convocation des Cortès constituantes. Cette-fois, les télégrammes de Pi ne suffirent pas et le président du pouvoir exécutif de la République Figueras dut se rendre en personne à Barcelone quatre jours plus tard pour obtenir le retrait de la déclaration de la part de la Députation.

La troisième tentative de coup d’État des radicaux pour paralyser la convocation des Cortes le 23 avril exacerba la pression que les républicains « intransigeants » et la presse qui leur était favorable exerçait sur le gouvernement pour qu’il proclame la République fédérale sans attendre la réunion du Parlement, mais le gouvernement tint bon et respecta le cadre légal. Pi reçut des centaines de télégrammes affirmant : 

« Limitez-vous à consacrer la volonté des municipalités et des régions ; la Fédération de bas en haut sera faite et elle ne sera pas l’œuvre de Cortes mais celle d’une nation. »

### Proclamation de la République fédérale
En mai furent célébrées des élections aux Cortes constituantes qui, en raison du retrait des autres partis politiques, constituèrent une victoire écrasante pour le Parti républicain fédéral. Mais l’unité apparente était en réalité trompeuse car les républicains fédéraux de l’assemblée étaient divisés en trois groupes :
- Les « intransigeants », avec environ 60 députés, formaient l’aile gauche de la Chambre et défendaient la constitution des Cortès en une « Convention », assumant l’ensemble des pouvoirs de l’État pour constituer la République fédérable du bas vers le haut — depuis les municipalités aux cantons ou États, et de ces derniers au pouvoir fédéral —, ainsi que l’introduction de réformes sociales afin d’améliorer les conditions de vie des prolétaires. Ce secteur n’avait pas clairement de leader, mais ses membres reconnaissaient José María Orense, le vieux marquis d’Albaida, comme leur « patriarche ». Parmi ses membres les plus remarquables figuraient Nicolás Estévanez (en), Francisco Díaz Quintero (es), les généraux Juan Contreras y Román (es) et Blas Pierrad (es), ou les écrivains Roque Barcia (es) et Manuel Fernández Herrero.
- Les « centristes » menés par Pi y Margall, qui s’accordaient avec les « intransigeants » sur l’objectif de construire une république fédérale, mais prétendaient le faire « depuis le haut vers le bas », c’est-à-dire en constituant tout d’abord une Constitution fédérale puis seulement dans un deuxième temps les cantons ou États fédérés. Ce secteur disposait d’un nombre de députés relativement réduit, qui s’exprimèrent de plus à de multiples reprises de façon non unitaire dans les votes, bien que montrant en général une préférence pour les propositions des « intransigeants ».
- Les « modérés » constituaient l’aile droite de la chambre et étaient menés par  Emilio Castelar et Nicolás Salmerón — d’autres figures notables de ce secteurs étaient Eleuterio Maisonnave et Buenaventura de Abarzuza y Ferrer (en) —. Ils défendaient la formation d’une République démocratique ouverte à tous les courants libéraux, rejetaient la transformation des Cortès en un pouvoir révolutionnaire réclamée par les « intransigeants » et coïncidaient avec les partisans de Pi y Margall sur la priorité à accorder à l’approbation par le Parlement d’une nouvelle Constitution. Ils formaient le groupe le plus nombreux, mais il y avait certaines différences entre les suiveurs de Castelar, partisans d’une politique de conciliation avec les radicaux et les constitutionnalistes pour les inclure dans le nouveau régime, et ceux de Salmerón, qui soutenaient que la République devait se fonder uniquement sur une alliance entre les « vieux » républicains. Le modèle d’État des « modérés » était la République française, tandis que celui des autres secteurs était la Suisse et les États-Unis, deux républiques à la structure fédérale.

En dépit de ces divisions, les parlementaires approuvèrent sans difficultés la République démocratique fédérale le 8 juin, une semaine après l’ouverture des Cortès constituantes sous la présidence du vétéran républicain « intransigeant » José María Orense, par 218 voix contre 2, à travers cette proposition : 

« Article unique. La forme de gouvernement de la Nation espagnole est la République démocratique fédérale. »

### Opposition des «intransigeants» aux gouvernements fédéraux de Figueras et de Pi y Margall
Dès que les Cortès constituantes se réunirent, le premier président du pouvoir exécutif de la République Estanislao Figueras rendit ses pouvoirs à la Chambre et proposa la nomination de son ministre du Gouvernement Francisco Pi y Margall pour le remplacer, mais les intransigeants s’y opposèrent avec succès. Figueras eut alors connaissance de la préparation d’un coup d’État par les généraux « intransigeants » Juan Contreras et Blas Pierrad, qui prétendaient lancer la constitution « depuis le bas » de la République fédérale, à la marge du gouvernement et des Cortès, ce qui le fit craindre pour sa propre vie, surtout après le peu d’enthousiasme montré par Pi y Margall à l’idée d’entrer dans son gouvernement. Le 10 juin, Figueras, qui se trouvait dans un état de forte dépression après la mort de son épouse, fuit en France.
La tentative de coup d’État se produisit le lendemain, lorsqu’un grand nombre de républicains fédéraux, répondant à l’appel des « intransigeants », entoura le bâtiment du Congrès des députés à Madrid, tandis que le général Contreras à la tête de la milice des Voluntarios de la República prenait le ministère de la Guerre. Les « modérés » Emilio Castelar et Nicolás Salmerón proposèrent alors à Pi y Margall de prendre la présidence du pouvoir exécutif, qui se trouvait vacante, étant donné qu’il était le dirigeant du Parti républicain jouissant du plus grand prestige. Ils « crurent que Pi Margall, proche des intransigeants, celui qui leur avait donné base idéologique et organisation, pourrait contrôler et contenter la gauche parlementaire à travers un cabinet de conciliation ». Finalement, les « intransigeants » acceptèrent la proposition à la condition que les membres du gouvernement de Pi soient élus par les Cortès.

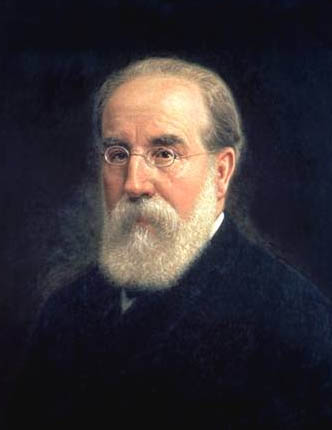
Portrait de Francisco Pi y Margall, second président du pouvoir exécutif de la République.

Le programme de gouvernement présenté par Pi y Margall devant les Cortès se basait sur la nécessité de mettre fin à la troisième guerre carliste, de mener à bien la séparation de l'Église et de l'État, l’abolition de l'esclavage ainsi que des réformes en faveur des femmes et des enfants travailleurs. Il incluait également la restitution aux localités des biens communaux via une loi qui modifiât le désamortissement de Pascual Madoz de 1855, mais la loi ne fut finalement pas approuvée. Un autre projet prétendait faciliter la cession à vie des terres aux bailleurs en échange du paiement d’un cens connut le même sort. Enfin, le programme incluait comme priorité l’élaboration et l’approbation d’une nouvelle Constitution fédérale.
Le gouvernement de Pi y Margall rencontra tout de suite l’opposition des « intransigeants » car son programme n’incluait pas certaines revendications historiques des fédéraux comme l’abolition du monopole d'État sur le tabac et les loteries, les frais de justice et les impôts indirects connus sous le nom de consumos (es) rétablis en 1870 pour pallier le manque de ressources de l’État. À cause du blocage mené par les ministres « intransigeants », une proposition de loi fut présentée au Cortès afin de permettre au pouvoir exécutif de désigner et destituer librement ses ministres, ce qui aurait conduit à la formation d’un gouvernement de coalition entre « centristes » et « modérés ». La réponse du secteur « intransigeant » fut d’exiger que les Cortès se constituent en une « Convention » dont émanerait une Junte de santé publique qui détiendrait le pouvoir exécutif, proposition qui fut également rejetée par la majorité de députés qui appuyait le gouvernement. Par la suite, le 27 juin, les « intransigeants » présentèrent une motion de censure contre le gouvernement, qui demandait paradoxalement à son président Pi y Margall de rejoindre ses rangs. Comme ils le craignaient, la crise fut résolue le lendemain avec l’entrée au gouvernement des « modérés » Maisonnave au ministère d'État, Joaquín Gil Berges (es) (Grâce et Justice) et José Carvajal Hué (es) (Budget), et le renforcement de la présence des « centristes » (Francisco Suñer (es) à l’Outre-Mer et Ramón Pérez Costales (es) à l’Équipement). Le programme du nouveau gouvernement fut résumé dans le slogan « ordre et progrès ».
Le 30 juin, Pi y Margall demanda au Parlement des pouvoirs extraordinaires, limités au pays basque, à la Navarre et à la Catalogne, pour mettre fin à la guerre carliste. Les « intransigeants » s’y opposèrent vivement car ils l’entendaient comme une imposition de la « tyrannie » et une « perte de la démocratie », malgré l’assurance donnée par le gouvernement qu’elles ne s’appliqueraient qu’aux carlistes et non aux républicains fédéraux. Une fois la proposition approuvée par les Cortès, le gouvernement publia un manifeste dans lequel, après s’être justifié de sa demande exceptionnelle, il annonçait que l’armée faisait appel aux quintas et à la réserve car, disait-il, « la patrie exige le sacrifice de tous ses fils, et celui qui ne le fera pas dans la mesure de ses forces ne sera pas libéral ni espagnol ».

## Début de la rébellion cantonale et démission de Pi y Margall

### Abandon des Cortès par le secteur des «intransigeants»
La réponse des « intransigeants » à la politique d’« ordre et progrès » du gouvernement Pi y Margall fut d’abandonner le Parlement le 1er juillet, en se justifiant par la promulgation du gouverneur civil de Madrid d’un ban limitant les garanties des droits individuels. Dans le manifeste qu’ils rendirent public le jour suivant, ils montrèrent leur détermination à « établir immédiatement les réformes qu’avait soutenues depuis longtemps le Parti républicain dans son infatigable propagande ».
Le seul parlementaire à rester fut le député Navarrete, qui expliqua le même jour les raisons du retrait en accusant le gouvernement de Pi y Margall de manquer d’énergie et d’avoir cédé devant les ennemis de la République fédérale. Le chef du gouvernement lui répondit au cours de la même session parlementaire en accusant les intransigeants de prétendre mettre en place un gouvernement révolutionnaire de nature dictatoriale sans passer par une constituante et en affirmant que la formation de la République « depuis le bas » aurait ouvert une longue période de conflits
Après leur abandon du Parlement, les « intransigeants » appelèrent à la formation directe et immédiate de cantons, ce qui fut à l’origine de la rébellion cantonale. À Madrid fut constitué un Comité de salut public pour la diriger, mais « ce fut l'initiative des fédéraux locaux qui prévalut, ceux-ci devenant maîtres de la situation dans leurs villes respectives ». Bien que dans certains cas, comme à Malaga, les autorités locales prirent la tête du soulèvement, la plupart du temps ce fut l’œuvre de juntes révolutionnaires nouvellement formées. Deux semaines après le retrait des Cortès, la révolte était un fait consommé à Murcie, au Pays valencien et en Andalousie.
Si la rébellion ne fut pas centralisée et que chaque canton fit ses propres déclarations, par-delà les particularités locales, les insurgés poursuivaient les mêmes fins : « le remplacement de tout type d’autorités gouvernementales ou juridictionnelles, l'abolition des impôts les plus impopulaires (les consumos et les impôts issus des monopoles sur le tabac et le sel), la sécularisation des propriétés de l’Église, les réformes sociales favorables à la grande masse des travailleurs dépossédés qui n’avaient d’autre bien que leur force de travail, l'amnistie des délits politiques, la disparition de l’armée régulière et son remplacement par des troupes miliciennes, ou la création de juntes et comités de salut public comme organes de gouvernement de nature populaire ».
Le 18 juillet, une fois commencée la rébellion à Carthagène et dans d’autres villes, la Comité de salut public de Madrid ordonnait la formation de Comités locaux comme représentants de la souveraineté du peuple partout où le Parti fédéral disposait de l’appui nécessaire, la proclamation, sous l'autorité de ces comités, de l’autonomie administrative et économique des municipalités, provinces et cantons, responsable de l'élection des juges, des conseils municipaux, députations, gouverneurs, assemblées cantonales, etc. La dissolution de ces comités était prévue au maximum quinze jours après la promulgation du pacte fédéral, « pour éviter que le peuple ne soit trompé, comme c’est arrivé jusqu’alors ».
Le 22 août, alors que les seuls cantons encore soulevés étaient ceux de Carthagène (es) et Malaga (es), le député du secteur « intransigeant » Casualdero fit une intervention aux Cortès pour expliquer que l’insurrection n’était pas illégale et séditieuse mais avait été le résultat de la mise en pratique de la véritable idée fédérale, de bas en haut, selon laquelle c’est le canton qui légitime la fédération et non l'inverse.

### Proclamation du canton de Carthagène

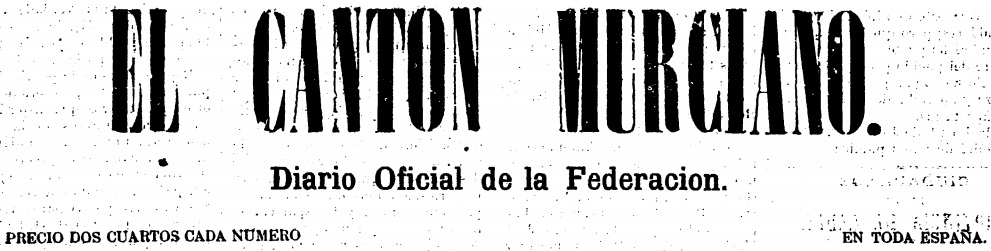
Manchette du périodique El Cantón Murciano, édité à Carthagène en 1873.

Après l’abandon des Cortès par les députés fédéraux « intransigeants » le 1er juillet 1873, le Comité de salut public qu'ils constituèrent à Madrid sous la présidence de Roque Barcia envisagea son transfert à Carthagène car la ville présentait des défenses naturelles, notamment les caractéristiques de son port, bien abrité et défendu par un ensemble de forts et de châteaux dotés d’une puissante artillerie, qui la rendait peu vulnérable aux attaques, aussi bien par la mer que par la terre. Le Comité forma une commission de guerre présidée par le général Juan Contreras qui s’engagea à soulever Carthagène, Valence, Barcelone, Séville et Murcie.
L'insurrection commença à Carthagène le 12 juillet à 5 h du matin, selon les instructions d'une « Junte révolutionnaire de salut public » (« Junta Revolucionaria de Salvación Pública ») constituée 1 h avant à l’initiative de Manuel Cárceles Sabater (es), en lien avec le comité de Madrid. Le signal du début du soulèvement fut donné par un coup de canon tiré depuis le château de Galeras (es),.

Drapeau de l’empire Ottoman, avec le croissant teint en rouge et l’étoile, fut hissé sur le château de Galeras comme drapeau cantonal.

Le chef de la garnison de volontaires du fort, le facteur Saez, souhaitant hisser un drapeau rouge et sans en disposer, ordonna de hisser le drapeau ottoman en pensant que le croissant ne serait pas visible, mais le commandant de la Marine l’aperçut et en informa le ministre de la Marine. Un volontaire, souhaitant préserver le prestige de la cause cantonale, s’ouvrit une veine et teignit le croissant de son propre sang en rouge,
À la même heure, un groupe de volontaires sous le commandement de Cárceles occupa la mairie pendant que d’autres groupes occupaient les portes des remparts de la ville. Averti par le maire de la ville, le lendemain se rendit à Carthagène le gouverneur civil de Murcie Antonio Altadill (es) accompagné du député fédéral murcien Antonio Gálvez Arce (es) — connu sous le surnom de « Antonete » —.
Après avoir souligné le fait que les insurgés contrôlaient la ville, le gouverneur conseilla au conseil municipal de démissionner, ce qu’il fit sous son contrôle. Peu après, la Junte hissa le drapeau rouge sur la mairie et proclama le canton murcien, puis il nomma Antonete Gálvez commandant général des forces de l’Armée, de la Milice et de la Marine. Dans le manifeste qu’elle rendit public l’après-midi du même jour, la Junte de salut public (« Junta de Salvación Pública» ») constituée « par la volonté de la majorité du peuple républicain de cette localité » justifia la proclamation du canton comme un acte de défense de la République fédérale

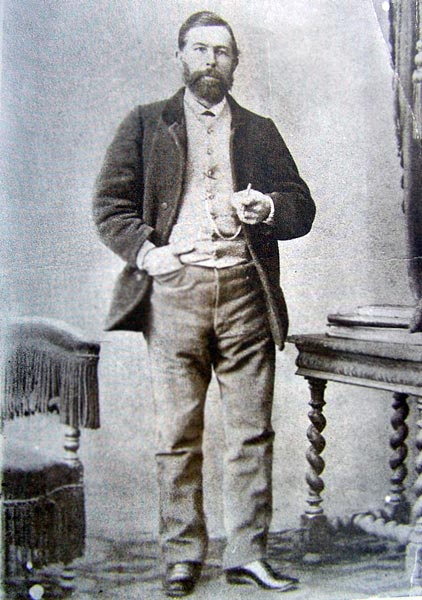
Antonio Gálvez Arce Antonete

Par la suite, sous le commandement de Gálvez et du général Contreras — président du Comité de guerre venu de Madrid — s’emparèrent des navires de guerre de la base navale sans causer de victimes.
Le gouverneur civil informa le président du pouvoir exécutif Francisco Pi y Margall que ni les Volontaires de la République ni la Garde civile n’obéissaient à ses ordres. Il avait abandonné Murcie pour se diriger à Madrid, mais fut intercepté par les insurgés à la gare d’Alguazas, à 20 km de la capitale.
La Junte révolutionnaire de Murcie publia un manifeste établissant que « les Juntes révolutionnaires des localités organiseront dans celles-ci l’administration locale en accord avec le système fédéral » et annonçant qu’elle allait nommer une commission veillant à l’armement et à la défense du canton murcien, ainsi qu’une autre établissant les relations avec les provinces limitrophes. Les deux seraient sous les ordres du général Contreras et de Gálvez, ce qui plaçait implicitement la Junte de Murcie sous la direction du canton murcien.
Toujours le 15 juillet, le général Contreras rendait public un manifeste dans lequel il informait qu’il venait de se lever en armes au cris de « Cantons fédéraux ! », faisait ostentation des forces qui le soutenaient, particulièrement dans la Marine, et demandait aux chefs et officiers des forces « centralistes » — comme il appelait ceux restés fidèles au gouvernement Pi y Margall — de ne pas tirer « ni contre le peuple ni contre ses frères d’armes ». Il faisait également la promesse de ne pas cesser le combat jusqu’à la constitution de la fédération.

### Réponse du gouvernement de Pi y Margall

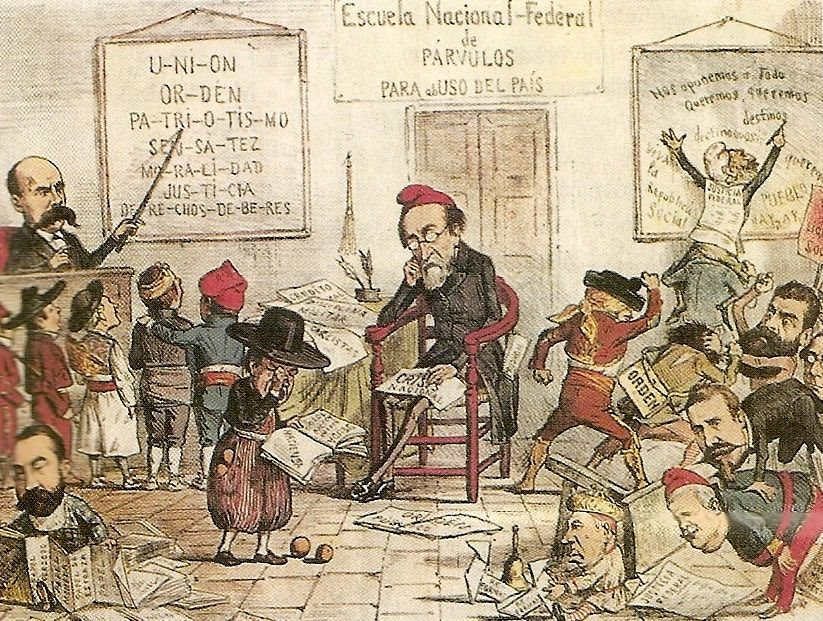
Caricature de la revue La Flaca (1873) représentant Francisco Pi y Margall (au centre) débordé par des figures enfantines vêtues de costumes régionaux, et Emilio Castelar (à gauche), tentant de remettre de l’ordre.

Pi y Margall reconnut que les « intransigeants » étaient en train de mettre en pratique sa théorie du fédéralisme « pactiste » de bas en haut, mais condamna l’insurrection car cette théorie était pensée pour une occupation du pouvoir « par le biais d’une révolution armée » et pas pour une « République établie par l'accord d’une Assemblée, d’une façon légale et pacifique ».
Son gouvernement fut débordé par la rébellion cantonale et par la tournure prise par la troisième guerre carliste, étant donné que les partisans de Charles de Bourbon dominaient totalement les provinces basques, la Navarre et la Catalogne hormis dans les capitales de province, et étendaient leur action dans toute l’Espagne. Le prétendant avait formé son propre gouvernement à Estella, il commençait à frapper sa propre monnaie, avec le soutien d’une aide extérieure venue de France.
Un autre foyer de conflit pour le gouvernement fut la révolution du pétrole (es) commencée à Alcoi, dans la province d'Alicante, le 7 juillet avec une grève dans l'industrie papetière. À ce conflit, il faut encore ajouter les troubles sociaux et cantonaux en Andalousie, comme à Carmona, San Fernando, Séville et Malaga,.
Pi y Margall se refusa à décréter les mesures d’exception que lui suggérait le secteur « modéré » de son parti, notamment la suspension des sessions parlementaires, car il croyait en la rapide approbation de la Constitution fédérale — ce qui n’eut pas lieu — et à la voie du dialogue pour raisonner les insurgés — la « guerre télégraphique », grâce à laquelle il avait connu le succès lorsque la députation de Barcelone avait proclamé l'État catalan —. Ceci ne l’empêcha pas de tenter de réprimer les soulèvements, comme l'atteste le télégramme envoyé par le ministre du Gouvernement à tous les gouverneurs civils le 13 juillet, à peine connue la proclamation du canton murcien survenue la veille à Carthagène. Le lendemain, Pi y Margall envoya un long télégramme au gouverneur civile de Murcie afin qu’il tente de convaincre les insurgés du canton de Carthagène que par leurs agissements ils ne défendaient pas la République fédérale mais la mettaient en danger. Sa politique consista à tenter de combiner persuasion et répression pour mettre fin à la révolution cantonale, comme cela transparaît également dans les instructions données au général républicain Ripoll pour lutter contre la rébellion en Andalousie.
Le 14 juillet eut lieu un débat au Parlement sur proposition du député de Carthagène José Prefumo (es), républicain fédéral du secteur « modéré », qui après avoir affirmé qu’il avait toujours appuyé la politique de Pi y Margall, l'accusa de rester les bras croisés face au désordre, à quoi Pi y Margall répondit que le gouvernement manquait de ressources matérielles pour agir,. Le lendemain, ce dernier demandait aux Cortès de discuter et d’approuver rapidement la nouvelle Constitution afin de freiner l’extension de la rébellion cantonale. Deux jours plus tard, le 17 juillet, fut présenté le projet de Constitution fédérale (es) rédigé par Emilio Castelar en 24 h, mais trois députés « intransigeants », membres de la Comission constitutionnelle, présentèrent un projet alternatif. Dans ce climat de division, Pi y Margall tenta de former un gouvernement qui rassemblât tous les secteurs de l’Assemblée, mais il échoua à obtenir un vote de confiance, avec seulement 93 votes favorables face aux 119 reçus par le « modéré » Nicolás Salmerón, en raison de l’échec visible de la politique de gestion de l’insurrection du gouvernement en place. Le lendemain, Pi y Margall présenta sa démission, après 37 jours de mandant. Le jour même, le 18 juillet, dans une de ses interventions le député intransigeant Casalduero accusa Pi y Margall d’avoir trahi les idées qu’il avait défendues jusqu’alors — la construction de la Fédération depuis le bas — et de s’être laissé entraîner par le secteur « modéré » partisan de la répression.
Le 6 septembre, un mois après sa démission, et alors que les Cortès étaient sur le point d’être suspendues sur proposition du nouveau président du gouvernement Emilio Castelar, Pi y Margall justifia ses choix et sa défense de la fédération par le haut par son pragmatisme face à la nouvelle situation et non par la trahison de ses anciennes idées.

## Gouvernement de Salmerón et répression du mouvement cantonal

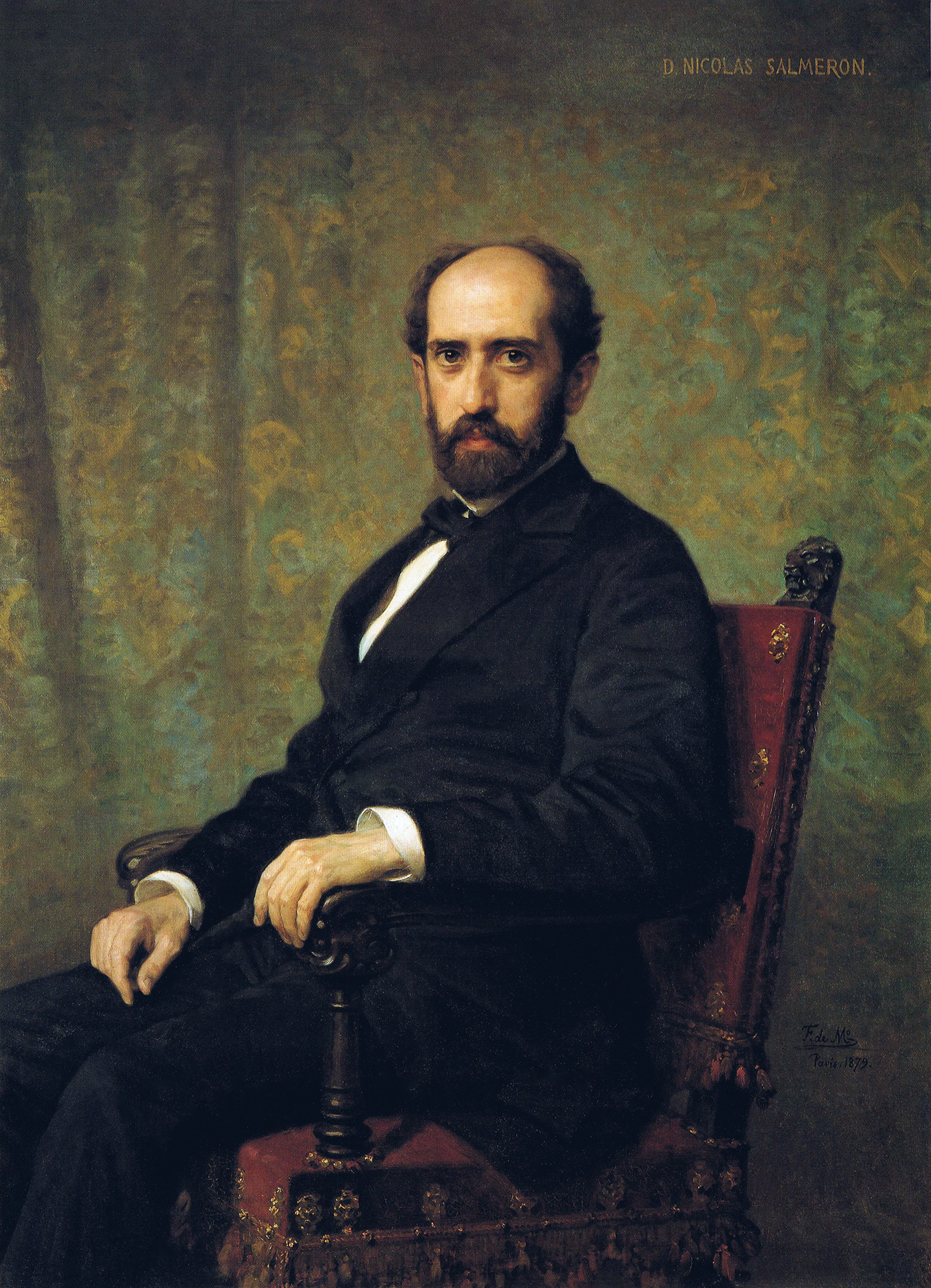
Nicolás Salmerón Alonso, troisième président du pouvoir exécutif de la Première République.

Nicolás Salmerón, élu président du pouvoir exécutif avec 119 votes favorables contre 93, était un fédéraliste « modéré » qui défendait la nécessité de parvenir à un entente avec les groupes conservateurs et une lente transition vers la République fédérale. À peine après avoir pris possession de sa charge, il remplaça le général républicain Ripoll — nommé par Pi y Margall — par le général Manuel Pavía, dont la fidélité à la République fédérale était douteuse, à la tête de l’armée expéditionnaire d’Andalousie.

### Formation du gouvernement provisoire de la Fédération espagnole
L’arrivée de Salmerón à la présidence du pouvoir exécutif provoqua une intensification de la rébellion cantonale car les « intransigeants » pensèrent qu’il serait impossible de parvenir à toute instauration d’une République fédérale et que l’insurrection était dès lors le seul moyen d’abatre le système politique centraliste et de sauver le système fédéral qui avait été proclamé le 8 juin précédent par les Cortès constituantes. En réponse au décret du 20 juillet, dans lequel le gouvernement de Salmerón déclaraient « pirates » les navires de guerre des cantons, les cantonalistes accusèrent deux jours plus tard le gouvernement madrilène de traîtrise. Le 24 juillet, en accord avec les députés intransigeants et la Junte de Carthagène, ils créèrent le Directoire provisoire — composé de trois membres :Juan Contreras, Antonio Gálvez et Eduardo Romero Germes —  comme autorité supérieure pour donner unité et cohésion au mouvement cantonal, et l’étendre avec la formation de nouveaux cantons,.
Deux jours plus tard, le Directoire provisoire incorpora six nouveaux membres : les députés José María Pérez Rubio (es), Alberto Araus et Alfredo Sauvalle, le maréchal Félix Ferrer (es) et le membre de la Junte de Salut public de Madrid Nicolás Calvo Guayti. Finalement, le 27 juillet, le Directoire devint Gouvernement provisoire de la Fédération espagnole, dont la composition était la suivante : Juan Contreras y Román, président et Marine ; Antonio Gálvez Arce, Outre-mer ; Eduardo Romero Germes, Équipement ; Alberto Araus y Pérez, Gouvernement ; Alfredo Sauvalle y Gil de Avalle, Budget ; Félix Ferrer y Mora, Guerre ; Nicolás Calvo Guayti, État et intérim de Justice ; et José María Pérez Rubio, secrétaire général du gouvernement.

### Extension et intensification de la rébellion

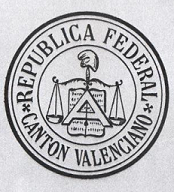
Armoiries du canton fédéral de Valence.

Après la formation du gouvernement de Salmerón se produisit l'extension du mouvement cantonal, de sorte que le 23 juillet l’insurrection s’était diffusée dans les régions d’Andalousie, de Valence et même aux provinces de Salamanque et d'Ávila, ce qui, ajouté au conflit carliste, impliquait que 32 provinces s’étaient levées en armes.
Lorsque le 17 juillet fut organisé face au gouvernement civil de Valence une manifestation en hommage aux Voluntarios de la República qui venaient de combattre les internationalistes de l’AIT de la révolution du pétrole (es) d’Alcoi, la foule haranguée par le député Feliu cria « Vive le canton valencien ! ». Le jour suivant, la milice se déploya dans les points stratégiques de la ville et proclama à 23 h le Canton valencien. Le 19 juillet furent élus les membres de la Junte révolutionnaire du canton, présidée par Pedro Barrientos, professeur à l’école des beaux-arts, tandis que le gouverneur civil Castejón fuyait en train à Alzira. Le 22 juillet, alors que 178 localités de la province de Valence s’étaient ralliés au Canton, le président de la Junte proclama officiellement le canton valencien sur la place place de la cathédrale (es) de Valence, qui fut rebaptisée « place de la République fédérale ». Par la suite, 28 bataillons de miliciens défilèrent sans armes et l’hymne révolutionnaire de La Marseillaise fut joué. Dans une allocution, la Junte révolutionnaire réaffirma son engagement dans le maintien de l’ordre : « Il ne s’agit pas de faire la révolution sociale, ni d’attenter contre les intérêts économiques, ni de conculquer les sentiments moraux ou religieux […]. Nous essayons de fonder le droit et la liberté et, avant tout, nous affirmons l’ordre et le respect à tout ce qui peut être légitime ».
La veille, le 21 juillet, le député fédéral Francisco González Chermá était sorti de Valence à la tête de 100 volontaires, deux compagnies de carabiniers et une d’infanterie pour proclamer le canton de Castellón. Lorsqu’il arriva à Castellón de la Plana, il dissolut la députation provinciale et proclama le Canton, mais à la différence de ce qui était advenu dans la province de Valence, les localités s’opposèrent au cantonalisme, étant donné qu’une grande partie d’entre eux étaient carlistes, spécialement dans la zone du Maestrat. Ceci facilita l’action rapide des forces conservatrices, qui entrèrent à Castellón et procédèrent à la dissolution de la Junte révolutionnaire. González Chermá parvint à s’enfuir en train jusqu’à Valence. Ceci marqua la fin de l’éphémère canton de Castellón, qui n’avait duré que 5 jours, du 21 au 26 juillet 1873.
Le 19 juillet était proclamé le canton de Cadix, à peine la nouvelle de la formation du gouvernement de Salmerón connue. Le consul des États-Unis dans la ville décrivit les évènements comme une « authentique révolution ». Le Comité de salut public, présidé par Fermín Salvochea, informa qu’il s’était constitué dans l'objectif de « sauver la République fédérale, en secondant le mouvement lancé à Carthagène, Séville et d’autres villes ». Le gouverneur civil comme le gouverneur militaire se joignirent à l’insurrection et le drapeau rouge cantonal flotta sur tous les bâtiments officiels. Ils reçurent un abondant matériel depuis le canton de Séville et leur position se trouva renforcée par l’incorporation du canton de La Línea de la Concepción et de San Fernando. Cependant, la base navale de la ville ne reconnut pas l’autorité du comité et resta dans l’attente d'ordres de Madrid. Lorsque le bombardement de la ville commença depuis l’arsenal de la Carraca, le Comité de salut public accusa dans un manifeste les marins de prétendre « tyranniser le peuple, en finir avec les libertés de la patrie et obtenir des promotions et décorations au prix de notre sang ».
Le 21 juillet fut proclamé le canton de Malaga, bien que depuis la proclamation de la République fédérale au cours du mois précédent, Malaga fût déjà pratiquement indépendante du pouvoir central grâce à un accord non écrit entre Francisco Solier — l’un des leaders des « intransigeants » malaguègnes et député aux Cortès proche du ministre des Outre-mers Palanca — et le gouvernement de Pi y Margall, qui après avoir nommé Solier gouverneur civil n’exigea en échange que le maintien de relations normales avec le gouvernement central. Le 25 juillet, dans la réunion pour l’élection des membres du Comité de salut public furent détenus plusieurs dizaines de républicains « intransigeants » du secteur de Carvajal, ennemi de Solier, 45 d’entre eux étant déportés à Melilla le lendemain.
D’autres soulèvement se produisirent en Andalousie avec les proclamations des cantons de Séville — 19 juillet —, de Grenade — 20 juillet —, ainsi que de Loja, Bailén, Andújar, Tarifa et Algésiras. Dans la région de Murcie il y eut des proclamations de cantons à Almansa ainsi que, de façon non certaine, à Jumilla.
La rébellion cantonale atteignit également certains endroits des provinces de Salamanque, Tolède (à Camuñas), Ávila, ainsi qu’en Estrémadure (à Coria, Hervás et Plasencia). Une revue intitulée El Cantón Extremeño (« Le Canton Estrémègne »), fondée par Hernández González et poursuivie par Evaristo Pinto Sánchez, commença à être publiée. Dans ses pages, elle encourageait la création d’un canton liée à la « Lusitanie », poussait ses lecteurs à prendre les armes si nécessaire, afin de défendre ses idéaux.[réf. nécessaire]
Selon le politologue et sociologue Jorge Vilches (es), « les points communs dans les déclarations cantonales furent l'abolition des impôts impopulaires comme les consumos et les taxes sur le tabac et le sel, la sécularisation des biens du clergé, l'établissement de mesures favorables aux travailleurs, l’amnistie des délits contre l'État, le remplacement de l'Armée par la milice et la formation de comités ou juntes de salut public ».

### Expeditions maritimes et terrestres du Canton de Carthagène

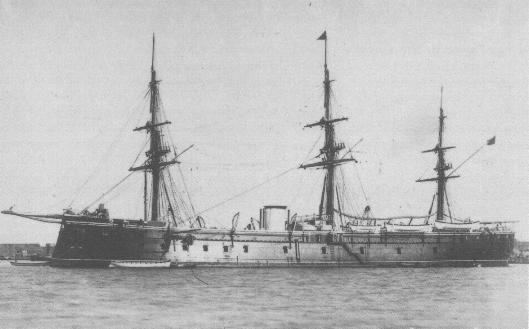
Le cuirassé Numancia, navire insigne de la flotte cantonale.

Les expéditions maritimes et terrestres entreprises par le canton de Carthagène eurent deux objectifs essentiels : en premier lieu, étendre la rébellion afin de distraire les forces ennemies et en second lieu, approvisionner les forces concentrées à Carthagène, dépassant les 9 000 hommes et que le Campo de Cartagena (es) ne pouvait soutenir à lui seul, et obtenir l’argent nécessaire pour faire face aux dépenses de guerre.
La première expédition maritime eut lieu le 20 juillet et conjugua l’action simultanée du bateau à roues à aubes Fernando el Católico commandé par le général Contreras et dirigé vers Mazarrón et Águilas sur la côte murcienne, et du cuirassé Vitoria sous le commandement d’Antonete Gálvez vers Alicante. Les deux missions réussirent dans un premier temps car Mazarrón et Águilas s’incorporèrent au Canton murciel et Gálvez proclama le canton d'Alicante en formant une Junte de salut public. Cependant, trois jours après le retour du Vitoria à Carthagène, le pouvoir central récupéra le contrôle d’Alicante et mit fin au canton. Gálvez revint à bord du Vigilante, qui fut réquisitionné dans le port d’Alicante, et fit escale à Torrevieja, où une commission s’entretint avec lui afin d’adhérer au Canton murcien, abandonnant ainsi la province d'Alicante. Mais lorsque le 23 juillet le Vigilante était sur le point de rentrer à Carthagène, il fut intercepté par le frégate blindée allemande SMS Friedrich Carl au nom du décret récemment approuvé par le gouvernement Salmerón qui déclarait « pirates » tous les navires portant le drapeau rouge cantonal.
Pendant ce temps à Murcie fut organisée la première expédition terrestre d’importance, à destination de Lorca, ville qui avait refusé de rejoindre le Canton de Carthagène. La force cantonale, constituée de 2 000 hommes et quatre pièces d’artillerie sous le commandement de Gálvez arriva le 25 juillet, hissa le drapeau cantonal à la mairie et forma une Junte de salut public. Cependant, le canton murcien à Lorca ne dura qu’un jour car la ville fut récupérée dès le départ de Gálvez pour Murcie le 26 juillet.
La seconde expédition maritime eut comme objectif de soulever la côte andalouse d’Almería à Malaga, mais échoua dans la première ville, où les autorités résistèrent et la majorité des civils quittèrent les lieux. Le 1er août, l’expédition fut attaquée par deux navires — un britannique et un allemand —, contraignant Contreras à tenter de rentrer. Les deux navires furent finalement interceptés à Escombreras, à proximité de Carthagène. Contreras fut capturé mais relâché peu de temps après. Ses deux navires, l’Almansa et le Vitoria, furent menés à Gibraltar sous contrôle des Britanniques, qui les remit ensuite au gouvernement espagnol.
La seconde expédition terrestre fut organisée à Carthagène le 30 juillet, avec pour objectif Orihuela, une ville sous domination carliste. Les troupes, sous commandement de Gálvez, entrèrent dans la ville au petit matin et l’emportèrent face aux gardes civils et carabiniers postés en défense de la ville .
Au début du mois d’août, Contreras et Gálvez dirigèrent une troisième expédition terrestre en direction de Chinchilla de Monte-Aragón. Les 3 000 hommes qui la composaient étaient répartis dans trois trains afin de couper la communication ferroviaire entre Madrid et l'armée du général Arsenio Martínez Campos, qui avait encerclé Valence. Les premiers combats se produisirent à la gare de Chincilla, les cantonaux parvenant à déloger les troupes envoyées par Martínez Campos pour déjouer les plans des insurgés. Lorsque ces derniers apprirent la reddition du canton de Valence, ils commencèrent à se retirer, mais les troupes aux ordres du gouvernement menèrent une contre-attaque appuyée par l’artillerie, provoquant la débandade des cantonaux murciens. La bataille de Chinchilla représenta un désastre pour ces derniers, qui y perdirent près de 500 hommes, parmi lesquels 28 chefs et officiers, laissant la voie ouverte à Martínez Campos pour occuper Murcie.

### Répression du mouvement cantonal
La ligne du conduite du gouvernement de Salmerón fut la défense de l’ordre légal, ce qui supposait d’en finir avec les soulèvements cantonal et carliste pour sauver la République. Pour étouffer le premier, il prit de dures mesures comme le remplacement de gouverneurs civils, de maires et de militaires qui avaient manifesté leur soutien à l’insurrection, puis nomma des généraux contraires à la République fédérale comme Manuel Pavía ou Arsenio Martínez Campos pour mener des expéditions militaires en Andalousie et au Pays valencien respectivement. Il mobilisa de plus les réservistes ainsi que 30 000 hommes supplémentaires dans la Garde civile. Il autorisa les députations à imposer des contributions de guerre et à organiser des corps armés provinciaux. Grâce aux mesures prises, les différents cantons furent soumis l’un après l’autre, à l’exception de celui de Carthagène, qui résista jusqu’au 12 janvier 1874.

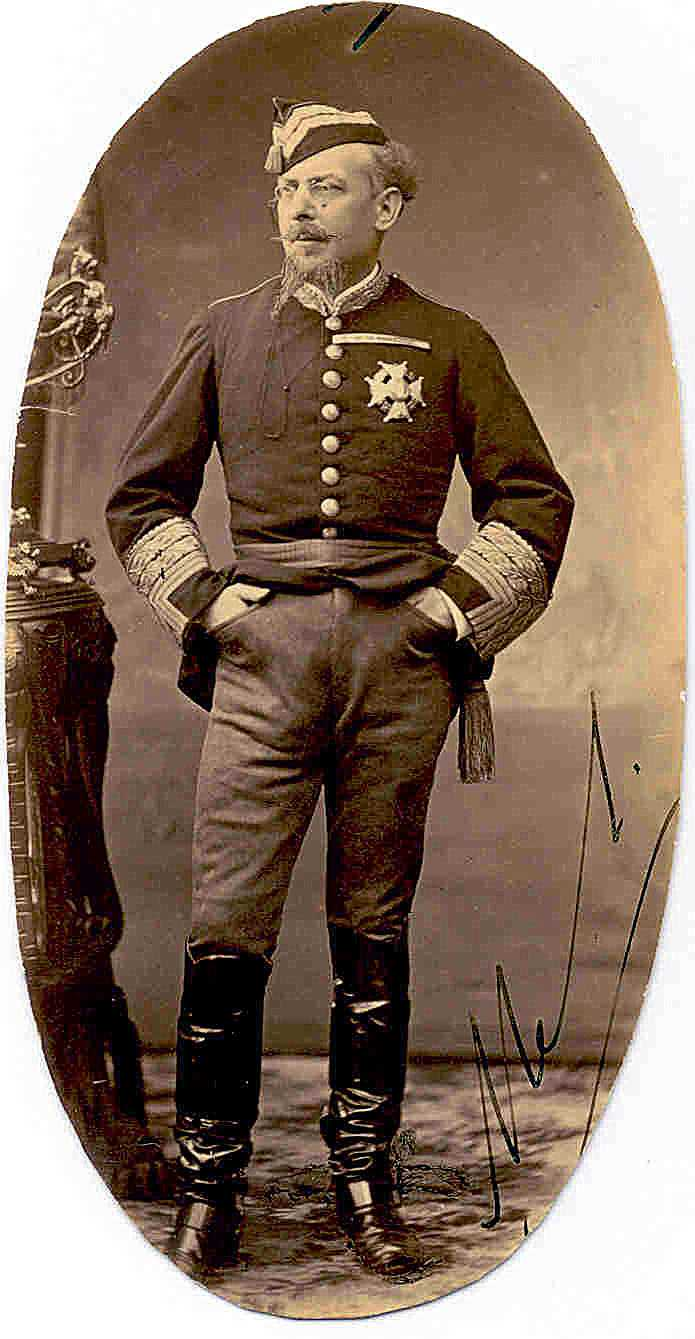
Le général Manuel Pavía.

Le général Manuel Pavía et les forces sous son commandement partirent de Madrid le 21 juillet pour l’Andalousie dans deux trains, mais n’arrivèrent à Cordoue que deux jours plus tard car la voie était occupée à Despeñaperros, ce qui les obligea à dévier leur chemin par Ciudad Real et Badajoz. La veille de son arrivée, le général Ripoll était parvenu à contrarier la tentative de proclamation du canton de Cordoue de la part des Voluntarios de la República, mais ce fut Pavía qui s’en attribua les mérites après l’avoir relevé. La première mesure que prit ce dernier fut de rétablir la discipline des troupes à travers des méthodes expéditives. Il se disposa ensuite à attaquer le canton de Séville car sa chute démoraliserait le reste des cantons d’Andalousie. Ses troupes partirent de Cordoue en direction à Séville le 26 juillet. Après deux jours de durs combats, Pavía occupa la mairie le matin du 30 août, mais le contrôle sur la ville ne fut complet qu’au lendemain, au prix de 300 pertes — les pertes dans les troupes cantonales furent beaucoup plus importantes mais n’ont pas été précisément compatibilisées —. Le 1er août, Pavía faisait son entrée officielle à Séville et une partie de ses troupes étaient envoyée à d’autres villes de la province pour désarmer les insurgés restants.
Le 2 août, une partie des troupes de Pavía quitta Séville pour Jerez de la Frontera, d’où les cantonaux furent délogés le jour suivant et fuirent à San Fernando ou à Cadix. Le même jour, le gros de l’armée de Pavía se trouvait à San Fernando, aux portes de Cadix, et prit la gare ferroviaire sans un coup de feu. Le général Pavía refusa tout type de négociation relative à la reddition du canton de Cadix, qui se livra sans heurts, se trouvant cerné sur terre et sur mer. Une répression sévère eut néanmoins lieu dans d’autres localités de la province, notamment à Sanlúcar de Barrameda, où la rébellion avait été commencée à la fin du mois de juin par les internationalistes de la section espagnole de l’AIT.
Le 8 août, après avoir pacifié Cadix et sa province, Pavía se rendit à Cordoue pour s’attaquer aux cantons de Grenade et de Malaga. Le 12 août, il entrait à cheval à Grenade sans rencontrer de résistance. Il ordonna immédiatement le désarmement des insurgés de la capitale et de la province, mettant ainsi fin au canton de Grenade. Par la suite, il se mit en marche vers Malaga, défiant les ordres du gouvernements qui lui avait défendu de s’y rendre. Il s’engagea dans un bras de fer avec le gouverneur civil, présentant à plusieurs reprises sa démission, qui fut refusée par le gouvernement Salmerón, ce dernier se décidant en dernier lieu à limoger son représentant provincial. Il mena à Écija une autre répression brutale afin de servir d’exemple pour les autres cantonalistes andalous qui refuseraient de se soumettre à son autorité
,.
Le 6 septembre, Salmerón démissionna de la présidence du pouvoir exécutif pour éviter de signer la condamnation à mort de huit soldats barcelonais qui étaient passés au camp carliste — il était résolument opposé à la peine capitale, que les Cortès venaient de rétablir pour certains délits militaires —. Il se peut également que sa décision ait été influencée par la conduite de Pavía qui continuer de défier l’autorité du gouvernement, qu’il réitéra devant le nouveau chef du gouvernement, Emilio Castelar. En septembre 1873, Pavía mettait fin au canton de Malaga et, par là même, à la campagne d’Andalousie.

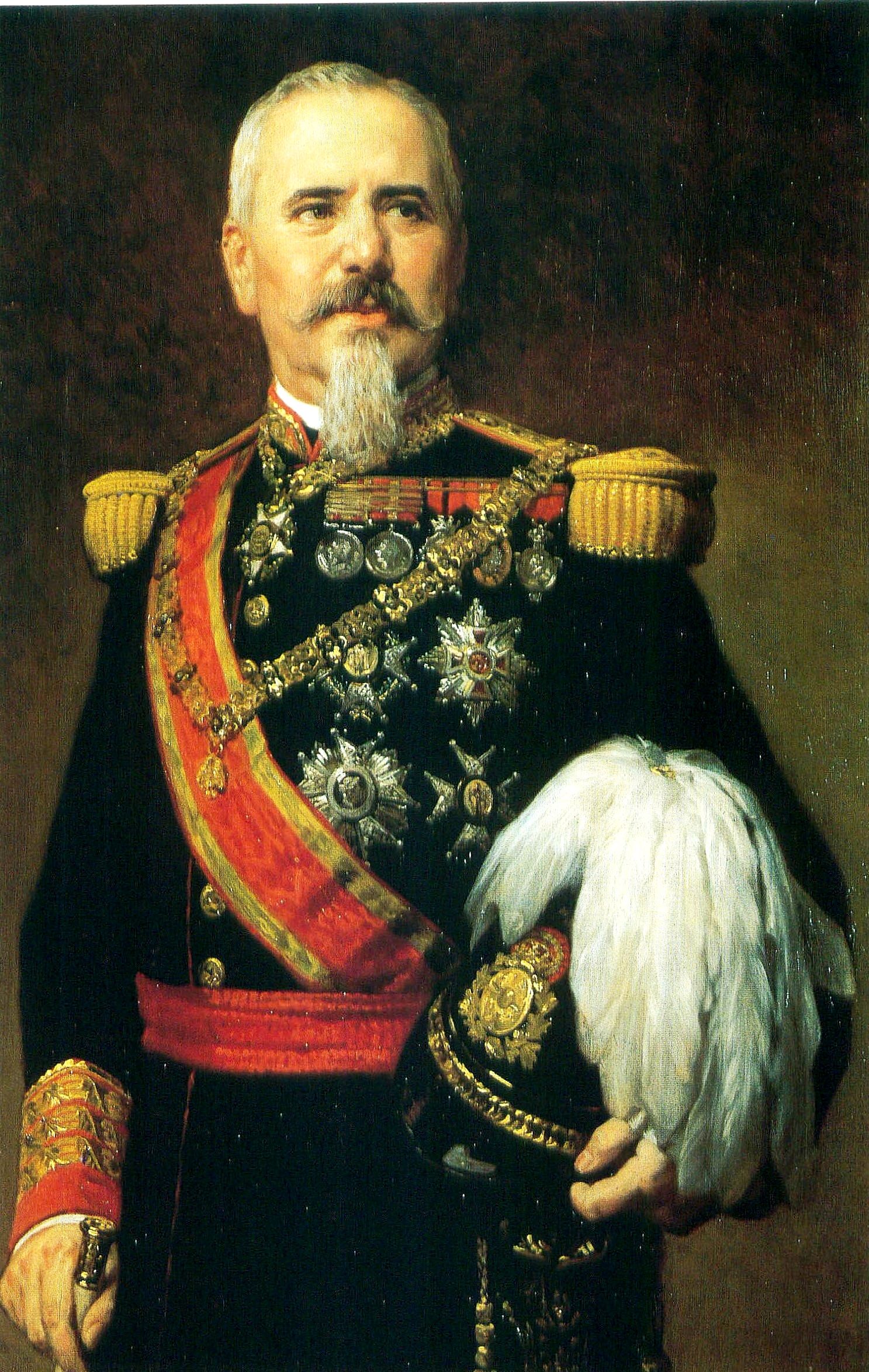
Le général Arsenio Martínez Campos.

En même temps que Pavía menait les opérations en Andalousie, le général Arsenio Martínez Campos combattait l’insurrection dans les régions de Valence et Murcie. Le 24 juillet, les troupes ses plus avancées réalisèrent la première tentative de pénétration à Valence depuis la ville de Catarroja mais furent repoussées aux arènes. La Junte du canton valencien organisa alors la défense de la ville, ce qui s’avérait difficile car les remparts avaient été abattus 8 ans plus tôt, à l’exception des tours de Serranos et des tours de Quart. Après plusieurs échecs de négociations, le 2 août Martínez Campos commença le bombardement de la ville depuis Xirivella, à environ deux kilomètres à l’ouest de la capitale, et reçut en réponse des coups de canons tirés depuis les tours de Quart.
Les bombardements insistants et de plus en plus précis finirent pas causer la panique au sein de la population et suscita un certain découragement. Une commission formé par les consuls d’Italie et de Grande-Bretagne, et l’écrivain conservateur valencien Teodor Llorente Olivares s’entretint le mardi 5 août avec Martínez Campos dans son quartier général de Quart de Poblet, obtenant l’arrêt des bombardements jusqu’au 12. La junte cantonale et les chefs de la milice votèrent pour mettre fin à la lutte. Les personnes les plus impliquées dans la cause cantonale s’enfuirent en embarquant sur un navire confisqué quelques jours auparavant par la Junte pour se rendre à Carthagène afin d’y poursuivre l’insurrection. Le drapeau blanc fut par la suite hissé sur le Micalet, la plus haute tour de la ville. Martínez Campos entra à Valence le 8 août et ordonna la dissolution et le désarmement des milices.
La victoire de Martínez Campos à la bataille de Chinchilla (es) lui ouvrit le passage pour occuper la ville de Murcie. Le 11 août était dissoute sa Junte révolutionnaire — environ 1 000 cantonalistes parvinrent à s’enfuir à Carthagène —, si bien que Carthagène resta le dernier symbole de la lutte pour l’autonomie fédérative. Quatre jours plus tard, Martínez Campos commença le siège de Carthagène (es). Il envoya tout de suite un rapport pessimiste au ministre de la Guerre, dans lequel il disait que l’assaut durerait plusieurs mois, le temps suffisant pour que les « Cortès votent la Constitution fédérale ou cantonale et leur donne la victoire sans même qu’ils aient baissé le drapeau ». De plus, il défendait une dure répression contre les chefs et officiels qui avaient participé à la rébellion en raison de leur caractère « antisocial, antipatriotique et tellement contraire à l’Armée ». Le 2 septembre, le Gouvernement provisoire de la fédération espagnole présenta sa démission, ses membres furent intégrés dans la Junte de Carthagène — la Junte souveraine de salut public —, qui demeura comme seule autorité, sous la présidence de Pedro Gutiérrez,,.
Dans la session au Cortès du 6 septembre au cours de laquelle fut débattue la démission de Nicolás Salmerón et la nomination d’Emilio Castelar pour le remplacer, Pi y Margall émit de dures critiques contre la politique de répression de la rébellion cantonale, qui selon lui avait conduit à la défaite des républicains et révélé la méfiance des dirigeants envers les masses populaires.

## Le canton murcien de Carthagène, dernier réduit de la rébellion

### Siège de Carthagène par le gouvernement d’Emilio Castelar

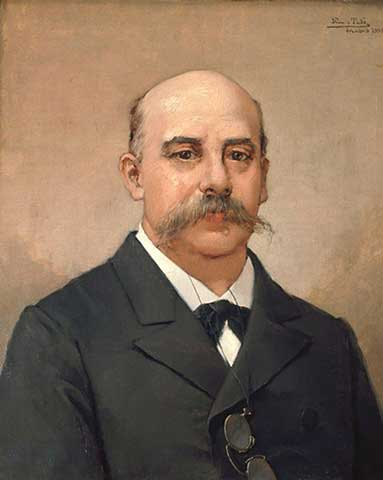
Emilio Castelar, quatrième président du pouvoir exécutif de la Première République.

Le 7 septembre 1873, Emilio Castelar fut élu président du pouvoir exécutif de la Première République alors que la rébellion cantonale était pratiquement terminée, à l’exception du dernier réduit du canton de Carthagène (es). Castelar avait été profondément marqué par le désordre causé par la rébellion cantonale, dans laquelle il dit avoir cru voir une dissolution de l'Espagne et de la légalité, et un retour au Moyen Âge ou au califat de Cordoue,. Seulement deux jours après son investiture, grâce à l'absence des « intransigeants », il obtint des « Cortès » des pouvoirs extraordinaires identiques à ceux demandés par Pi y Margall pour combattre le carlisme dans les provinces basques et en Catalogne, mais cette fois étendus à toute l'Espagne, pour en finir avec la guerre carliste comme avec la rébellion cantonale. L’étape suivante fut l’approbation le 18 septembre de la suspension du Parlement du 20 septembre au 2 janvier 1874 — avec le soutien des fédéraux « modérés » et l'opposition des « centristes » de Pi y Margall et des « intransigeants » qui étaient revenus au Parlement —, ce qui eut entre autres conséquences la paralysation du débat autour de l’approbation du projet de Constitution fédérale.
Grâce aux pouvoirs extraordinaires qui lui avaient été octroyés et à la suspension du Parlement, Castelar put gouverner par décret, ce qui lui permit de réorganiser le corps d’artillerie dissout quelques mois auparavant, à la fin du règne d’Amédée Ier, de faire appel aux réservistes et de mener de nouveaux recrutements. Il put ainsi constituer une armée de 200 000 hommes et lancer un emprunt de 100 millions de pesetas pour faire face aux dépenses de guerre.
Le même jour où les Cortès étaient suspendues, le périodique El Cantón Murciano de Carthagène publiait une allocution que Gálvez avait adressée aux troupes cantonalistes lorsqu’il fut nommé commandant de la force citoyenne qui terminait ainsi : « celui qui dira que cette place se rendra, prenez-le dans l'acte, car il s’agit d’un traître. Cette place ne se rendra jamais ». Le moral des « 75000 » habitants de Carthagène restait haut.

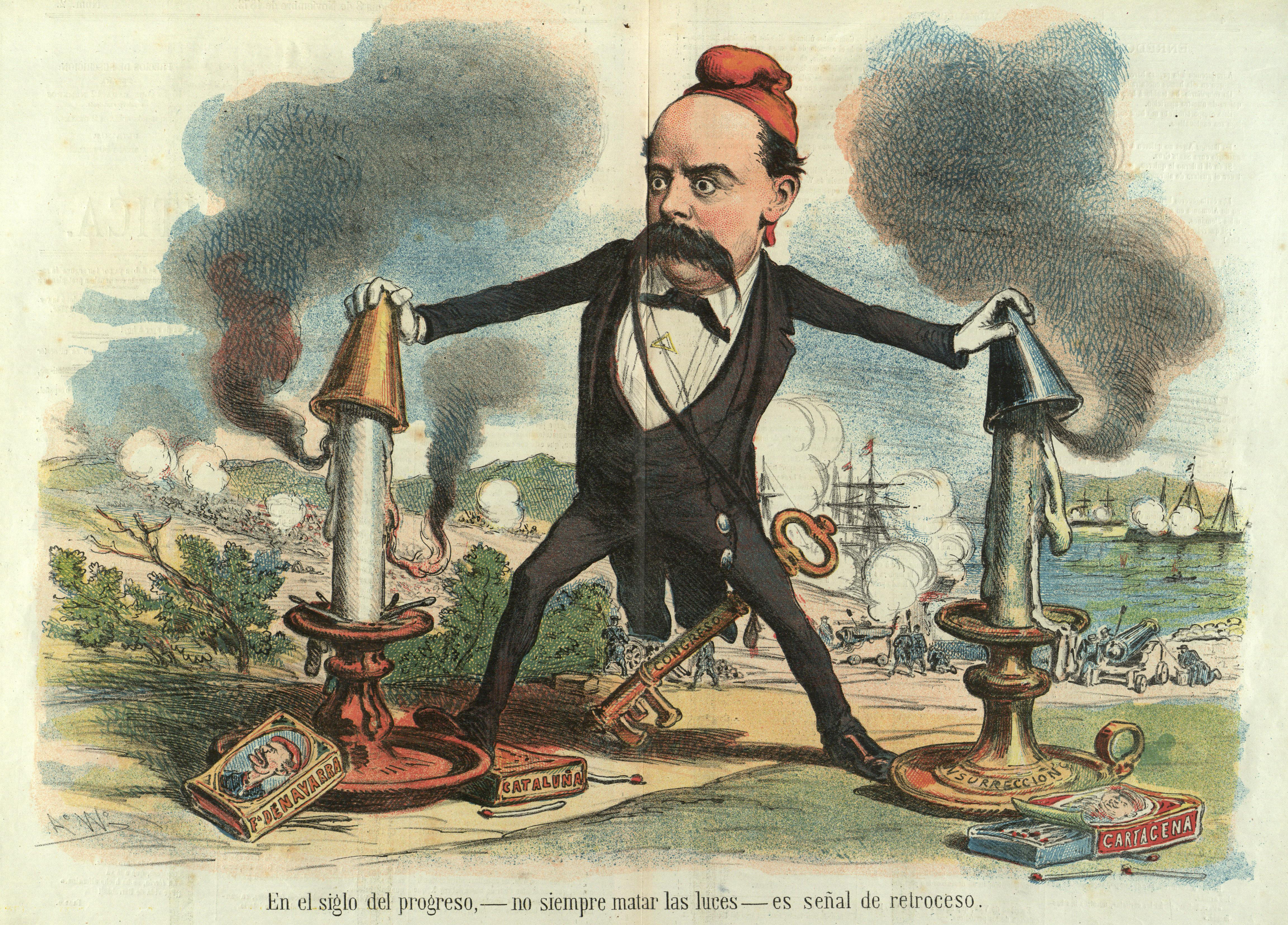
Caricature de Castelar dans La Madeja Política, de Tomás Padró Pedret, novembre 1873.

Vers ces mêmes dates, les duros cantonaux, d’une valeur de cinq pesetas, commencèrent à circuler et remplacèrent les monnaies de deux pesetas que les cantonalistes avaient commencé à frapper début septembre, qui avaient une valeur intrinsèque supérieure à celle qu’on leur attribuait.
Entre octobre et début novembre 1873 apparurent les premiers signes de lassitude parmi la population carthagénoise soumise à l’état de siège depuis la mi-août. Le 2 novembre, une manifestation exigeait la célébration d’élections, demande à laquelle accéda la Junte souveraine de salut, mais le résultat du scrutin n’eut pas d’impact sur la composition de la Junte. Pendant ce temps, le général Ceballos parvint à introduire des espions et des provocateurs dans la ville, qui proposent de l’argent aux leaders du canton ; la plupart d’entre eux refusent, mais certains officiers acceptent et sont incarcérés le 21 novembre.
Le découragement s’accrut parmi les assiégés lorsqu’à la fin novembre commença le bombardement de la ville, sans avertissement préalable. Celui-ci se poursuivit de façon continue jusqu’au dernier jour du siège, le 12 janvier 1874. On comptabilisa un total de 27 189 projectiles, qui causèrent 800 blessés, 12 morts et des dégâts sur la plupart des immeubles (seules douze maisons restèrent indemnes). Après une semaine de bombardements, au cours de laquelle les assaillants se rendirent compte que les défenses de Carthagène restaient intactes, le général Ceballos présenta sa démission alléguant des problèmes de santé et le manque de ressources. Le 10 décembre il fut remplacé par le général José López Domínguez.[réf. nécessaire]

### Reddition de Carthagène après le coup d’État de Pavía le 3 janvier 1874

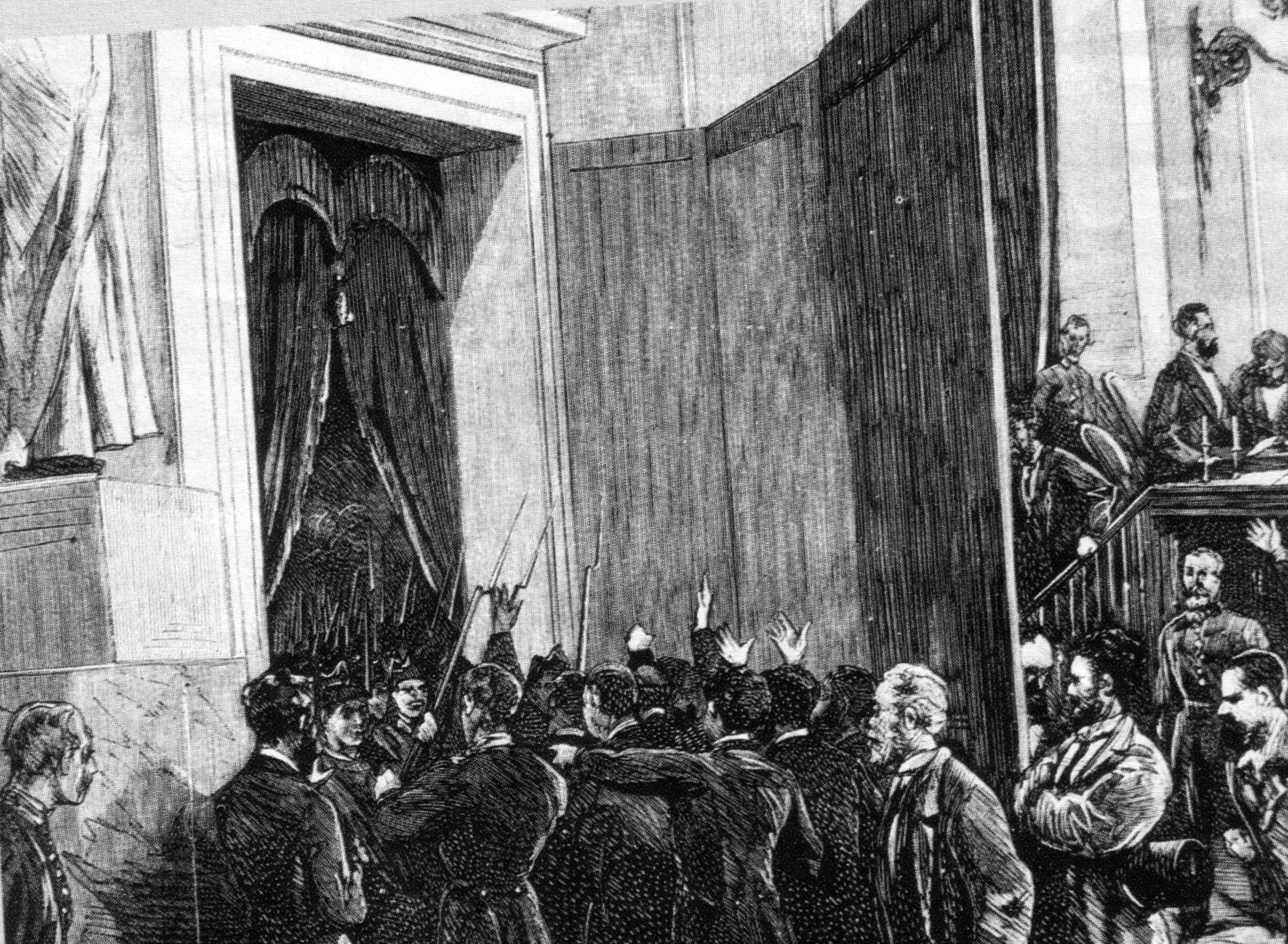
Entrée des troupes de Manuel Pavía au Congrès des députés le 3 janvier 1874.

Le rapprochement entre Castelar et les constitutionnalistes et radicaux suscita l'opposition du « modéré » Nicolás Salmerón et de ses partisans, qui jusqu’alors avaient appuyé le gouvernement car ils pensaient que la République devait être construite par d’authentiques républicains et non par des nouveaux venus qu’ils situaient « hors de l’orbite républicaine ». Cette désaffection se manifesta pour la première fois dans le vote des partisans de Pi y Margall et du secteur « intransigeant » contre la proposition d’organiser des élections pour que les postes vacants soient occupées, qui fut ainsi rejetée par la députation permanente.
À la suite de cette défaite parlementaire de Castelar, Cristino Martos et le général Serrano, respectivement leaders des radicaux et des constitutionnalistes, s’accordèrent pour mener un coup d'État afin d’éviter que Castelar fût destitué par une motion de censure qu’allaient vraisemblablement présenter Pi y Margall et Salmerón à la réouverture des Cortès le 2 janvier 1874. Pour ce faire, ils purent compter sur l’appui de Manuel Pavía, capitaine général de Madrid, et de ses troupes, qui se préparèrent pour intervenir dans l’éventualité d’une défaite de Castelar. Dans le camp adverse, des bataillons des Voluntarios de la República s’apprêtaient à agir si Castelar gagnait la motion. Selon Jorge Vilches, les cantonalistes de Carthagène avaient reçu la consigne d’attendre jusqu’au 3 janvier, jour où, après la défaite du gouvernement Castelar, serait formé un gouvernement intransigeant qui généraliserait le processus de cantonalisation de l’Espagne tout entière. Selon d’autres auteurs néanmoins, il n’existe aucune preuve documentaire attestant de cela. À l’ouverture de la session, Nicolás Salmerón intervint pour annoncer qu’il retirait son appui au président du gouvernement. Emilio Castelar réagit en appelant à l’établissement d’une « République possible » réunissant tous les libéraux, y compris les conservateurs, et à l'abandon de la démagogie.
Lors du vote qui suivit, le gouvernement de Castelar échoua avec 100 votes favorables et 120 votes adverses. Le député constitutionnaliste Fernando León y Castillo transmit alors le résultat au général Pavía, qui donna l’ordre de se rendre au Congrès aux régiments engagés dans le coup militaire, tandis que lui se postait sur la place des Cortes (es), en face du bâtiment.
Après avoir reçu une note émise par le capitaine général lui ordonnant d’évacuer la Chambre, Salmerón suspendit le vote d’élection du candidat fédéral Eduardo Palanca (es) et informa les députés de la situation. Peu après, les forces de la Garde civile pénétrèrent dans le bâtiment du Congrès en tirant des coups de feu en l’air dans les couloirs, si bien que presque tous les députés quittèrent les lieux.
Castelar refusa l’offre de Pavía de présider le gouvernement car il n’était pas prêt à se maintenir au pouvoir par des moyens antidémocratiques, si bien que la présidence du pouvoir exécutif fut assumée par le leader du Parti constitutionnel, le général Francisco Torre, duc de la Torre, qui se fixa comme objectif prioritaire d’en finir avec la rébellion cantonale et avec la troisième guerre carliste. Dans le manifeste qu’il publia le 8 janvier 1874, il justifia le coup de Pavía en affirmant que le gouvernement qui allait remplacer celui de Castelar aurait supposé le démembrement de l'Espagne ou le triomphe de l’absolutisme carliste. Il annonça plus tard que, laissant ouvertes toutes les possibilités, République, Monarchie héréditaire ou Monarchie élective, il convoquerait des Cortès ordinaires qui définiraient le mode de désignation du chef de l'État ainsi que ses attributions.
L’instauration de la dictature de Serrano — les Cortès restèrent dissoutes et la Constitution de 1869 fut rétablie, mais resta en suspens « jusqu’à ce que la normalité de la vie politique soit assurée » — rencontra peu de résistance populaire hormis à Barcelone où des barricades furent levées et la grève générale déclarée les 7 et 8 janvier — les affrontements avec l'armée causèrent une douzaine de morts ; les incidents les plus graves eurent lieu dans le quartier de Sarrià à la suite du soulèvement mené par « el Xich de les Barraquetes » à la tête d’environ 800 hommes —. Le 10 janvier, le gouvernement de Serrano décréta la dissolution de la section espagnole de l’Association internationale des travailleurs (AIT), accusée d’« attenter contre la propriété, la famille et les autres bases sociales » — immédiatement après le triomphe du coup de Pavía, la Commission fédérale de l’AIT avait communiqué aux commissions locales que la « la dictature grotesque de l’apostat Castelar et ses complices [qui] a réalisé le coup d'État du trois janvier 1874 […] a laissé sa place pour que l’occupe la dictature militaire, qui a dissout à coups de feu la légalité bourgeoise » —. La Garde civile occupa sur le champ tous ses locaux et les périodiques internationalistes furent suspendus.

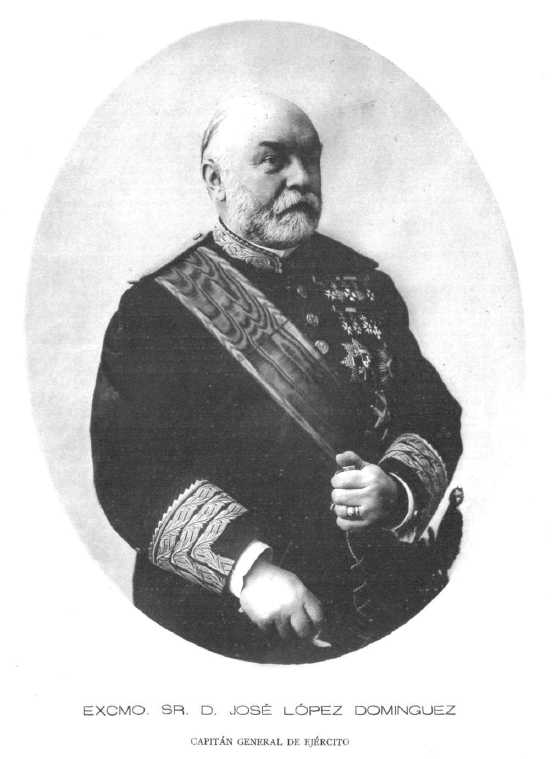
Le général José López Domínguez en 1897.

Une fois le coup d’État de Pavía connu à Carthagène, les assiégés perdirent tout espoir dans la possibilité d’un triomphe de leur cause et envisagèrent de capituler, bien que « stimulés par la terreur qu’annonçait la défaite à venir, les cantonaux se livrent à une désespérée et héroïque défense », selon les mots du général José López Domínguez lui-même — qui dirigeait les troupes gouvernementales chargées du siège de ville par terre —. Le 6 janvier à 11 h du matin, le dépôt de poudre du parc d'artillerie de Carthagène (es) explosa, causant la mort d’environ 400 personnes qui s’y étaient réfugiées car il se trouvait en théorie hors de portée des canons ennemis. L’origine de l'explosion, sabotage ou résultat d’un bombardement, n'est pas établie. Il s’agit du coup fatal donné à la capacité de résistance des assiégés ; ni Gálvez ni le général Contreras ne parvinrent à maintenir le moral parmi ceux-ci.
Dans l’après-midi du 11 janvier fut célébrée une grande assemblée dans laquelle participèrent les membres de la Junte, des militaires, des volontaires et des hommes mobilisés. Bien que les autres leaders du canton murcien de Carthagène — parmi lesquels Gálvez et Contreras — soient partisans de poursuivre la résistance, on adopta la proposition de Roque Barcia de rendre les armes et la Junte révolutionnaire chargea Don Antonio Bonmatí y Caparrós de parlementer et de négocier la reddition avec López Domínguez, chef de l’armée gouvernementale, au nom de la Croix-Rouge espagnole. La plus grande partie des membres de la Junte révolutionnaire et plusieurs centaines de cantonalistes parvinrent à s’enfuir par mer le 12 janvier et se rendirent à Oran. Après deux jours de négociation et un accord sur l’amnistie à accorder aux coupables du délit de rébellion, López Domínguez à la tête de ses troupes fit son entrée victorieuse à Carthagène le 13 janvier au matin. Il fut promu lieutenant général et décoré de l’ordre royal et militaire de Saint-Ferdinand.

## La répression
Les termes de la capitulation de Carthagène concédés par le général López Domínguez sont considérés « raisonnables » étant donnés les usages de cette époque, car furent amnistiés tous ceux qui déposèrent les armes, y compris les chefs et officiers, à l’exception de ceux qui avaient participé à la Junte révolutionnaires.
En revanche, le ministre du Gouvernement, le républicain unitaire Eugenio García Ruiz (es) — qui fut proposé au portefeuille à l’initiative de Pavía, ce qui permit au passage de résoudre la question de la rivalité entre Martos et Sagasta pour occuper ce poste clé —, bien qu’il ne fût membre d’aucun parti, agit avec un acharnement particulier contre les fédéraux, prétendant même condamner à l’exil Francisco Pi y Margall — qui n’était pourtant pas à l’origine du soulèvement cantonal et qui s’y était même toujours montré opposé —, ce qu’il n’obtint pas en raison de l'opposition du reste du gouvernement de Serrano.
García Ruiz emprisonna et déporta des centaines de personnes sans autre motif que celui d’être déclarés « cantonalistes », « internationalistes » ou simplement « agitateurs », et sans que les actes conservés puissent confirmer s’ils avaient été ou non soumis à un procès en bonne et due forme. La majorité des déportés furent envoyés à la colonie espagnole des îles Mariannes, situées au milieu de l’océan Pacifique, à 3 000 km des Philippines — qui reçurent d’autres déportés —, qui restèrent ainsi pratiquement sans aucune communication avec leurs familles, qui présentèrent de nombreuses plaintes aux autorités sur ces conditions de détention. Les chiffres officiels font état de 1 009 déportés aux Mariannes et aux Philippines ; en revanche, on ne dispose pas de données concernant ceux qui furent déportés à Cuba ni de ceux qui exécutèrent leurs peines dans la péninsule.
En ce qui concerne les leaders du mouvement cantonal carthagénois, la majorité d’entre eux parvint à s’enfuir à Oran, où ils arrivèrent le 13 janvier 1873. Ils y restèrent détenus par les autorités françaises jusqu’à leur remise en liberté le 9 février. la frégate Numancia qu’ils avaient utilisée fut rendue au gouvernement espagnol le 17 janvier, mais pas ses occupants, comme le demandait ce dernier.
Roque Barcia ne s’enfuit pas, mais publia dans la presse quatre jours après la capitulation de Carthagène un document dans lequel il condamnait la rébellion cantonale, affirmant par exemple qu’il avait été retenu de force dans la ville, alors qu’il avait été un des principaux dirigeants de l’insurrection. Selon José Barón Fernández, après cet épisode Barcia fut définitivement discrédité en tant que politique et dès lors considéré comme un démagogue.

## Rôle de l’Internationale dans la rébellion
Le degré de participation de la Fédération régionale espagnole de l’AIT (FRE-AIT) a fait l’objet de nombreux débats, mais il semble bien établi désormais que les dirigeants de la Première Internationale n’intervinrent pas dans la rébellion cantonale et que les seules occasion soù les internationalistes avaient pris l’initiative furent dans la révolution du pétrole (es) d’Alcoi (province d'Alicante) et à Sanlúcar de Barrameda (province de Cadix). De nombreux internationalistes participèrent spontanément néanmoins à la rébellion, en particulier à Valence et à Séville. Dans une lettre du 15 septembre 1873, Tomás González Morago (es), membre du comité fédéral de la FRE-AIT, différenciait l’insurrection d’Alcoi, « un mouvement purement ouvrier, socialiste révolutionnaire » de la rébellion cantonale, qu’il qualifiait de mouvement « purement politique et bourgeois », et affirmait que « Séville et Valence sont les deux seules villes où se sont battus les internationaux », bien qu’il reconnût qu’ils avaient pris activement part dans les évènements d’autres endroits comme à Cadix, Grenade, Jerez de la Frontera, San Fernando, Carmona, Lebrija, Chipiona et Sanlúcar de Barrameda, mais avaient été ensuite abandonnés par les « farsantes » — « simulateurs, hypocrites » —, si bien que les internationalistes furent également victimes de la répression, particulièrement après la formation du gouvernement Castelar.

Le 16 août 1873, La Federación — organe de la FRE-AIT — expliqua pourquoi, selon elle, la révolution cantonale avait échoué "

« Le mouvement cantonaliste pour être considéré comme terminé. S’il a succombé, c’est précisément parce quie ce n’était pas un gouvernement révolutionnaire […]. Les gouvernements ne sont pas vaincus par d’autres gouvernements mais par des révolutions […]. Il ne suffit pas dans une révolution de dire « Vive la [République] fédérale ! », mais [il faut encore] pratiquer la fédération révolutionnaire, détruire tout gouvernement ; organiser le travail et détruire de fait les privilèges et monopoles du capital. »

## Liste de cantons

Foyers du soulèvement cantonal (sur les frontières des communautés autonomes actuelles).

| Canton fédéral              | Proclamation | Dissolution |
| Canton d’Alcoi (es)         | 09/07/1873   | 13/07/1873  |
| Canton d’Algésiras (es)     | 22/07/1873   | 08/08/1873  |
| Canton d’Alicante (es)      | 20/07/1873   | 23/07/1873  |
| Canton d'Almansa (es)       | 19/07/1873   | 21/07/1873  |
| Canton d'Ándujar (es)       | 22/07/1873   | ?           |
| Canton de Bailén (es)       | 22/07/1873   | ?           |
| Canton de Béjar (es)        | 22/07/1873   | ?           |
| Canton de Cadix (es)        | 19/07/1873   | 04/08/1873  |
| Canton de Camuñas (es)      | ?            | ?           |
| Canton de Carthagène (es)   | 12/07/1873   | 13/01/1874  |
| Canton de Castellón (es)    | 21/07/1873   | 26/07/1873  |
| Canton de Cordoue (es)      | 23/07/1873   | 24/07/1873  |
| Canton de Grenade (es)      | 20/07/1873   | 12/08/1873  |
| Canton de Gualchos (es)     | 23/07/1873   | ?           |
| Canton de Huelva (es)       | ?            | ?           |
| Canton de Jaén (es)         | ?            | ?           |
| Canton de Jumilla (es)      | ?            | ?           |
| Canton de Loja (es)         | ?            | ?           |
| Canton de Malaga (es)       | 21/07/1873   | 19/09/1873  |
| Canton de Motril (es)       | 22/07/1873   | 25/07/1873  |
| Canton de Murcie (es)       | 14/07/1873   | 11/08/1873  |
| Canton d’Orihuela (es)      | 30/08/1873   | ?           |
| Canton de Plasencia (es)    | ?            | ?           |
| Canton de Salamanque (es)   | 24/07/1873   | ?           |
| Canton de San Fernando (es) | ?            | ?           |
| Canton de Séville (es)      | 19/07/1873   | 31/07/1873  |
| Canton de Tarifa (es)       | 19/07/1873   | 04/08/1873  |
| Canton de Torrevieja (es)   | 19/07/1873   | 25/07/1873  |
| Canton de Valence (es)      | 17/07/1873   | 07/08/1873  |

## Mythes et réalités de la rébellion cantonale
L’historien José María Jover  consacra son discours d’entrée à la Real Academia de la Historia à la Première République espagnole, qu’il réédita dans une version augmentée en 1991 sous le titre Realidad y mito de la Primera República (« Réalité et Mythe de la Première République »). Dans cette étude, Jover se proposa d’analyser la vision stéréotypée et déformée que l’on avait de la Première République et de son principal épisode, la rébellion cantonale. Selon lui, l’« intense activité mythificatrice » de cette période avait été commencée par Emilio Castelar dans son discours prononcé aux Cortès le 30 juillet 1873, seulement deux semaines après que Pi y Margall fut remplacé par Salmerón. De fait, le discours fut diffusé sous forme de brochure à 200 000 exemplaires, une très grande quantité pour cette époque. Dans celui-ci, Castelar comparait la rébellion cantonale au socialisme et à la Commune de Paris, et le qualifiait de mouvement séparatiste — « une menace insensée à l’intégrité de la Patrie, à l'avenir de la liberté » — contraposant la condition d’Espagnol et celle de cantonal : 

« Je veux être espagnol et seulement espagnol ; je veux parler la langue de Cervantes ; je veux réciter les vers de Calderón ; […] je veux considérer comme mes parchemins de noblesse nationale l’histoire de Viriate et le Cid ; je veux porter sur les armoiries de ma Patrie les navires des Catalans qui conquirent l’Orient […] ; je veux être de toute cette terre, qui me semble encore étroite […] ; de toute cette terre ointe, sacrifiée par les larmes qui coutèrent à ma mère mon existence ; j’aime avec exaltation ma Patrie, et avant la liberté, avant la République, avant la fédération, avant la démocratie, j’appartiens à mon Espagne idolâtrée. »

Castelar accentua la représentation de la rébellion cantonale comme attentatoire à l’unité nationale dans le discours qu’il prononça le 2 janvier 1874, au cours duquel il renonça au fédéralisme pour « la République de ce qui est possible » lorsque les Cortès étaient sur le point d’approuver sa destitution de la présidence du pouvoir exécutif de la République et quelques heures avant que fût mené le coup d'État de Pavía : 

« La criminelle insurrection qui a tendu à rompre l’unité de la Patrie, cette œuvre merveilleuse de tant de siècles […] Les canons séparatistes tiraient leurs balles à la poitrine de notre armée […]. Le fractionnement de la Patrie, les cantons érigés en petites tyrannies féodales, l’alarme de toutes les classes et les divisions extrêmenent profondes entre les libéraux. »

Manuel de la Revilla (es), professeur de littérature à l’université Centrale, fut un continuateur de la vision de Castelar et considérait le fédéralisme comme quelque chose d’absurde dans « des nations déjà constituées ». Il répondit au livre de Pi y Margall Las nacionalidades en alléguant que la mise en pratique du pacte fédéral n’amènerait que « la ruine et la honte »,

Cependant, celui qui se distingua le plus dans ses attaques à la République fédérale fut Marcelino Menéndez y Pelayo qui dans son Historia de los heterodoxos españoles écrivit : 

« C’étaient des temps de désolation apocalyptique ; chaque ville se constituait en canton ; la guerre civile grandissait avec une intensité énorme ; […] l’Andalousie et la Catalogne étaient, de fait dans une indépendance anarchique ; les fédéraux de Malaga se détruisaient entre eux […] ; à Barcelone, l’armée, indisciplinée et ivre, profanait les temples avec de terribles orgies ; les insurgés de Carthagène arboraient le drapeau turc et commençaient à pratiquer la piraterie dans les ports sans défense de la Méditerranée ; partout surgissaient des petits royaumes de taïfas […]. »

Selon Jover, ces traits caractéristiques de l’image de la rébellion cantonale et de la République de 1873 que léguèrent ces auteurs à la postérité constituent une déformation de la situation historique de référence « par une vision antagonique » : 

« Ainsi, le fédéralisme devient "séparatisme" (Castelar, Menéndez Pelayo) ; le neutralité religieuse de l’État est exprimée comme "irreligion" et comme "rupture de l’unité catholique" […] (Coloma, Menéndez Pelayo) ; la prédominance du pouvoir civil — surtout sous les présidences de Figueras et Pi — est traduita comme "crise d’autorité" en lien avec le "désordre" existant dans l'Espagne orientale et méridionale et qui curieusement semble mériter de plus dures dénigrations que la guerre civile sanglante déchaînée dans le nord (Bermejo, Menéndez Pelayo...) ; le formidable élan populaire du Sexenio, particulièrement celui de 73, sera une manifestation de "désordre", d’"anarchie", d’"inéducation", de "tyrannie de la plèbe" (Bermejo, Coloma, Pereda) ; le lien éthique d’attitudes et de comportements politiques sera présentée, ou bien comme un alibi pour de petites ambitions ou ressentiments sociaux ("intérêt bâtards" : Pereda), ou bien comme une manifestation d’un idéalisme étranger à la réalité et, par conséquent, d’une efficacité négative ; la vigoureuse projection utopique de 73 sera assignée par son nom — "utopies" —, mais en donnant à ce mot la signification vulgaire de rêve irréalisable, sans valeur de futur et étranger à la raison et au bon sens commun (Revilla) ; les attitudes critiques et réformistes face aux formes de propriété établies et sacralisées après le processus de désamortissement recevront, aussi timides soient-elles, un seul nom, évoquant les fantasmes de la Commune de Paris : "socialisme" (Castelar). En fin, la forme de gouvernement caractéristique de 73 elle-même, la république, gagnera une nouvelle acception dans le langage familier […]. En effet, l’édition de 1970 du Diccionario de la Lengua Española de l’Académie nous offre cette septième acception : "lieu où règne le désordre par excès de libertés. »